# ماری چیتم
ماری چیتـِم (انگلیسی: Maree Cheatham؛ زادهٔ ۲ ژوئن ۱۹۴۲) بازیگر اهل ایالات متحده آمریکا است. وی از سال ۱۹۶۴ میلادی تاکنون مشغول فعالیت بوده‌است.

## گزیدهٔ آثار

### سینما
- بیتل‌جوس (۱۹۸۸)
- قطع کردن (۲۰۰۰)
- دلبر آمریکایی (۲۰۰۱)
- سکس و صبحانه (۲۰۰۷)
- درد زایمان (۲۰۰۹)

### تلویزیون
- هارت آو دیکسی (۲۰۱۵–۲۰۱۳)
- دکستر (۲۰۱۱)
- قواعد نامزدی (۲۰۰۷)
- علف (۲۰۰۷)
- بوستون لیگال (۲۰۰۷)
- کدبانوهای وامانده (۲۰۰۵)
- مانک (۲۰۰۴)
- بال غربی (۲۰۰۳)
- دارما و گرگ (۱۹۹۷)
- روزهای زندگی ما[۲] (۱۹۶۸–۱۹۶۵ و ۱۹۷۳–۱۹۷۰ و ۱۹۹۴ و ۱۹۹۶ و ۲۰۱۰)